# HD67835
HD67835 — хімічно пекулярна зоря спектрального класу B8, що має видиму зоряну величину в смузі V приблизно  7,3.
Вона  розташована на відстані близько 1190,4 світлових років від Сонця.

## Пекулярний хімічний склад
Зоряна атмосфера HD67835 має підвищений вміст 
Si
.